# روبرت إدوارد كرويشانك
روبرت إدوارد كرويشانك هو عسكري كندي، ولد في 17 يونيو 1888 في وينيبيغ في كندا، وتوفي في 30 أغسطس 1961 في Blaby ‏ في المملكة المتحدة.